# Zuta
Zuta es un área no incorporada ubicada en el condado de Glynn en el estado estadounidense de Georgia.

## Geografía
Zuta se encuentra ubicada en las coordenadas 31°19′15″N 81°35′2″O / 31.32083, -81.58389.